# Diocèse de San Carlos de Ancud
Le diocèse de San Carlos de Ancud (en latin : Dioecesis Sancti Caroli Ancudiae ; en espagnol : Diócesis de San Carlos de Ancud) est un diocèse de l'Église catholique du Chili suffragant de l'archidiocèse de Puerto Montt.

## Territoire
Il comprend les provinces de Chiloé et de Palena dans la région des Lacs avec une superficie de 24 941 km divisé en 27 paroisses. L'évêché est dans la ville d'Ancud où se trouve la cathédrale Notre-Dame-du-Rosaire-de-la-Cordillère (es).

## Histoire
Le diocèse est érigé le 1er juillet 1840 par la bulle Ubi primum du pape Grégoire XVI en prenant sur le territoire de l'archidiocèse de Concepción.
Il cède une partie de son territoire le 16 novembre 1883 pour l'érection de la préfecture apostolique de Patagonie méridionale (aujourd'hui diocèse de Punta Arenas). Il cède encore du territoire le 14 juin 1910 pour l'établissement de la mission sui juris de Valdivia (aujourd'hui diocèse de Valdivia)et le 1er avril 1939 pour la création du diocèse de Puerto Montt (aujourd'hui archidiocèse de Puerto Montt).
Nommé suffragant de l'archidiocèse de Santiago du Chili lors de sa création, il intègre la province ecclésiastique de l'archidiocèse de Concepción le 20 mai 1939.
Il cède du territoire le 17 février 1940 pour l'érection de la préfecture apostolique d'Aysén (aujourd'hui vicariat apostolique d'Aysén).
Le 10 mai 1963, il intègre la province ecclésiastique de l'archidiocèse de Puerto Montt.
Par le décret Concrediti gregis du 1er juin 1970 de la congrégation pour les évêques, il agrandit son territoire avec l'acquisition de l'archipel de las Guaitecas et de la province de Palena cédés par le vicariat apostolique d'Aysén.

## Évêques
- Sede vacante (1840-1848)

- Justo Donoso Vivanco (3 juillet 1848 - 10 mars 1853), nommé évêque de La Serena
- Vicente Gabriel Tocornal Velasco (10 mars 1853 - 9 juin 1856)
- Juan Francisco de Paula Solar Mery, O. de M (19 mars 1857 - 21 avril 1882)
  - Sede vacante (1882-1886)
- Agustín Lucero Lazcano, O.P (3 décembre 1886 - 3 décembre 1897)
- Ramón Ángel Jara Ruz (2 mai 1898 - 31 août 1909), nommé évêque de La Serena
- Pedro Armengol Valenzuela Poblete, O. de M (30 juin 1910 - 16 décembre 1916)
- Luis Antonio Castro Álvarez, SS.CC (21 février 1918 - 23 octobre 1924)
- Abraham Aguilera Bravo, S.D.B (26 octobre 1924 - 30 avril 1933)
- Ramón Munita Eyzaguirre (27 janvier 1934 - 29 avril 1939), nommé évêque de Puerto Montt
- Hernán Frías Hurtado (28 mars 1940 - 13 janvier 1945), nommé évêque d'Antofagasta
- Cándido Rada Senosiáin, S.D.B (9 juin 1945 - 22 décembre 1949)
- Osvaldo Salinas Fuenzalida, SS.CC (3 août 1950 - 15 juin 1958), nommé évêque de Linares
- Alejandro Durán Moreira (17 avril 1959 - 31 mars 1966), nommé évêque de Santa María de Los Ángeles
- Sergio Otoniel Contreras Navia (21 novembre 1966 - 25 janvier 1974), nommé évêque auxiliaire de Concepción
- Juan Luis Ysern de Arce (13 mai 1974 - 15 septembre 2005)
- Juan María Florindo Agurto Muñoz, O.S.M, depuis le 15 septembre 2005